# Силованов, Владимир Михайлович
Владимир Михайлович Силованов (3 февраля 1967, Зехново, Калининская область — 14 июля 2023) — российский футболист и футбольный тренер.

## Биография
Воспитанник смоленского футбола. Выступал на позиции полузащитника. Играл в командах «Кристалл» и «Искра». Затем некоторое время выступал в высших лигах Литвы и Белоруссии.
После завершения карьеры перешёл на тренерскую работу. С 1997 по 2006 год работал в СКА МВО — СДЮШОР и ДЮСШ «Кристалл» (Смоленск). Самым известным его воспитанником является чемпион Европы 2006 среди юношей до 17 лет Александр Прудников.
Работал с ФК «Смоленск». В ноябре 2007 года его команде неизвестные лица предлагали «сдать» игру московскому «Спортакадемклубу». После того матча, который завершился победой москвичей со счетом 1:0, Силованов написал объяснительную записку в ПФЛ. В нём говорилось, что команде предлагались деньги за проигрыш. В свою очередь эти люди обещали оказать помощь «Смоленску» в борьбе за выживание в профессиональном футболе. Позднее наставник сообщал, что после того как он написал записку, в его адрес неоднократно стали поступать звонки с угрозами. Материалы «смоленского дела» рассматривала Генпрокуратура России.
В 2010 году Силованов вошёл в тренерский штаб учалинского «Горняка». В 2011—2012 году возглавлял команду.
В 2014 году входил в тренерский штаб тверской «Волги». За это время дважды исполнял обязанности главного тренера после уходов Виктора Навоченко и Леонида Ткаченко. 14 ноября по собственному желанию покинул клуб. Своё решение он объяснил отсутствием результатов у команды.
27 февраля 2015 года был назначен тренером смоленского «Днепра». Подал в отставку с поста 9 сентября 2016 года.
В 2018 году возглавил «Волну» из пгт Ковернино Нижегородской области. Под его руководством команда успешно отыграла концовку чемпионата Нижегородской области и стала его серебряным призёром. В 2020 году «Волна» заявилась в ПФЛ, молодёжная команда играет в чемпионате области. Силованов являлся главным тренером обеих команд, тренерский штаб у которых общий.
23 декабря 2020 года Владимир Силованов был назначен главным тренером ФК «Смоленск». 30 апреля 2021 года клуб объявил о расторжении контракта по обоюдному согласию. 3 мая 2021 года «Волна» объявила о возвращении Силованова на пост главного тренера команды.
С июня 2022 года являлся главным тренером ФК «Красный» (Смоленская обл.).
Скончался 14 июля 2023 года на 57-м году жизни.